# Opéra municipal de Marseille
L'Opéra municipal de Marseille è un teatro situato a Marsiglia.
Dal 1997 è monumento storico di Francia.

## Storia
Il teatro è stato ricostruito sui resti dell'antico Grand Théâtre da 2.000 posti, inaugurato il 31 ottobre 1787.
Nel 1855 avviene la prima assoluta di Léonore de Médicis di Salvatore Agnelli, nel 1860 di Les deux avares di Agnelli e nel 1912 di La reine s'amuse di Charles Cuvillier e di Les trois masques di Isidore De Lara.
Il teatro è stato distrutto da un incendio il 13 novembre del 1919 nel corso delle prove de L'Africaine di Giacomo Meyerbeer.
Dell'antica sala rimangono oggi il colonnato e il peristilio che risalgono all'edificio originario del 1787 e il grande fregio di Antoine Bourdelle che riquadra il palcoscenico.
La ricostruzione fu intrapresa nel 1920 con la direzione dell'architetto Gaston Castel ed inaugurato il nuovo teatro con 2.137 posti il 4 dicembre 1924 con Sigurd di Ernest Reyer.
Nel 1946 avviene la prima assoluta di Monsieur Colibri di Raoul Moretti, nel 1948 di Le roi de Camargue di Jean Poueigh, nel 1953 di Cadet Roussel di Claude Arrieu, nel 1958 di Le Corsaire Noir di Maurice Yvain, nel 1962 di La tendre Eléonore di Jean-Michel Damase, nel 1969 di Andrea del Sarto di Jean-Yves Daniel-Lesur diretta da Serge Baudo, nel 1970 di Mariana Pineda di Louis Saguer, nel 1974 di Hamlet di Pascal Bentoiu e di L'arche di Georges Migot e nel 1987 di Faust et Rangda di Georges Aperghis.

## Galleria d'immagini

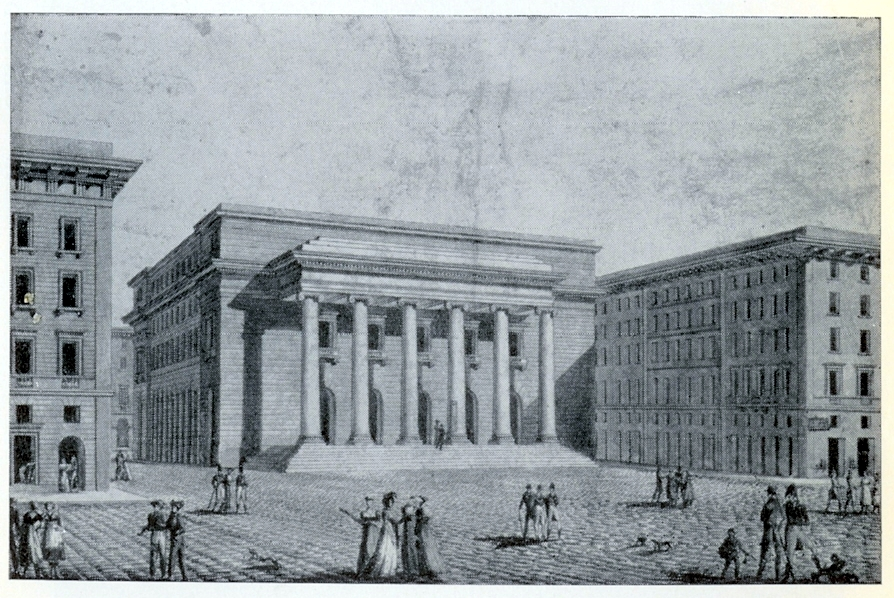
Il Grand-Théâtre nel 1813
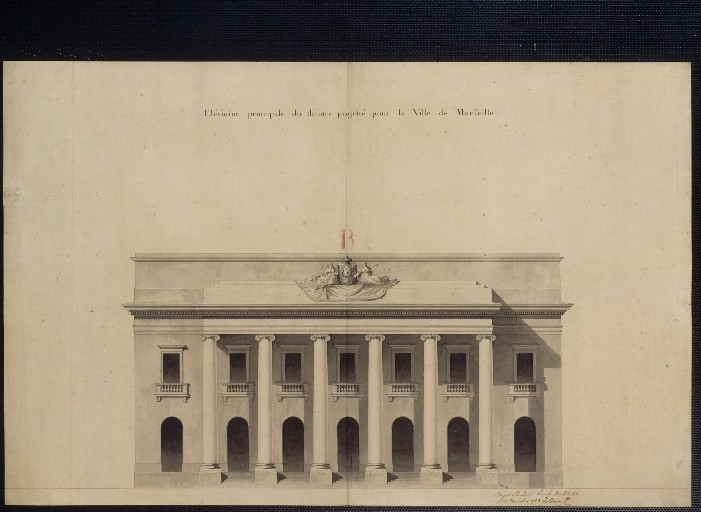
Progetto originario del Grand-Théâtre - 1784 La facciata
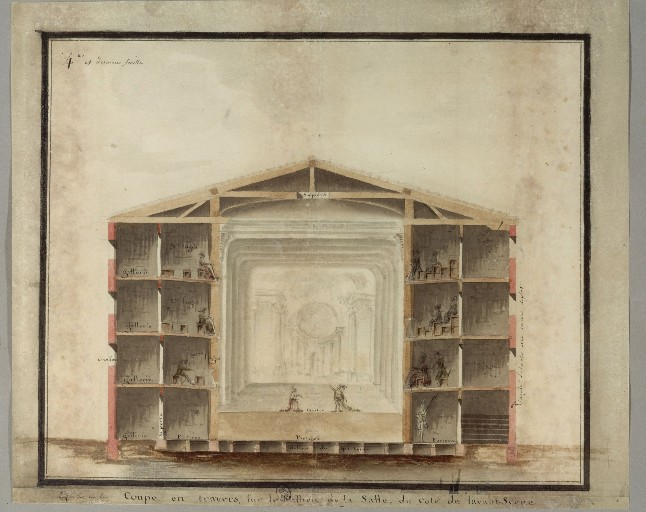
Progetto originario del Grand-Théâtre - 1784 Sezione trasversale a metà sala, a lato del proscenio
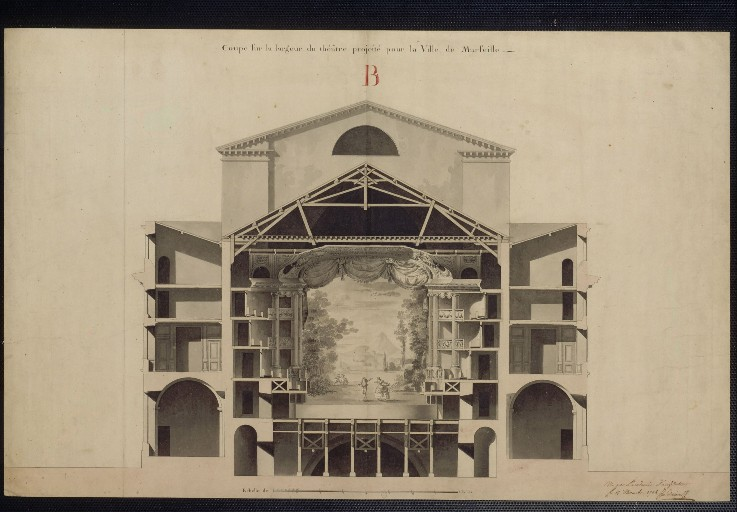
Progetto originario del Grand-Théâtre - 1784 Sezione trasversale
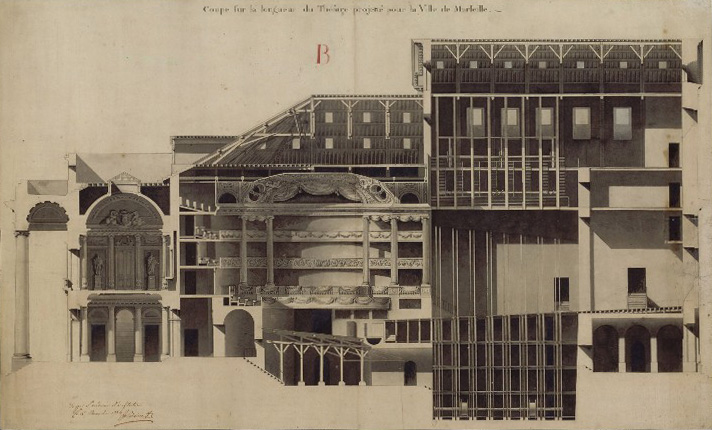
Progetto originario del Grand-Théâtre - 1784 Sezione longitudinale